# Benved-ordenen
Benved-ordenen (Celastrales) er en lille orden med to familier.
| Familier |

- Benved-familien (Celastraceae)
- Lepidobotryaceae

Bemærk, at familien Parnassiaceae nu (2009) og iflg. APG III systemet er optaget i Benved-familien.